# Juri Knupleš
Juri Knupleš (tudi Jurij Knuplež), slovenski, duhovnik in narodni buditelj na Štajerskem ter eden izmed pomembnejših pripadnikov ilirskega gibanja, * 1807, Vukovje, Sv. Marjeta ob Pesnici, Štajerska; † 1870, Maribor, Štajerska.

## Življenje
Juri Knupleš se je rodil v stari štajerski kmečki rod, ki je na tem območju prisoten vsaj že od začetka 17. stoletja in iz katerega se je nekaj članov podalo tudi v mesto. Njegova starša sta bila Pavel Knupleš, kmet na današnjem naslovu Vukovje 19, in Ana Drozg, ki sta sina vzgojila v narodno zavednega Slovenca. 
Leta 1821 je Juri Knupleš pričel obiskovati gimnazijo v Mariboru, na kateri je bil odličen učenec. Pri svojih 19-ih letih, leta 1826, je šel študirat filozofijo in teologijo -študij, ki ga je opravljal najprej na univerzi v Gradcu in nato nadaljeval na univerzi na Dunaju. Doktoriral je iz obeh predmetov leta 1832 in nato pričel delati za graško škofijo kot prefekt bogoslovja. Po tem, ko je bil posvečen v duhovnika, je bil dejaven kot župnik v Gradcu in v Mariboru. Govoril je slovensko, nemško in francosko in bil zelo zainteresiran za slovensko in slovansko literaturo, splošno literarno življenje Slovencev ter za različna narodna in literarna vprašanja. 
Že v času svojega študija v Avstriji je spoznal štajerskega pesnika Stanka Vraza, s katerim je negoval trdno prijateljstvo do smrti. Vraz je Knupleša navdušil za takrat aktualno iliristično gibanje, katerega aktivni član je Knupleš zelo kmalu postal in je zaradi svojega udejstvovanja na tem področju še dolgo veljal kot eden izmed pomembnih narodnih buditeljev na Štajerskem. Dopisoval si je z Vrazom, Josipom Muršecom, Oroslavom Cafom, Francem pl. Miklošičem in preko svojega prijateljstva spoznal vse pomembne osebnosti slovenske literature. V stiku je bil z Ljudevitom Gajem, Francetom Prešernom (od okoli 1840), Luizo Pesjakovo ter z drugimi Vrazovimi znanci in pisemskimi sogovorniki.
Iz začetka leta 1835 je ohranjeno pismo, ki ga je Stanko Vraz pisal iz Ljubljane Knuplešu in v katerem med drugim piše: "...Kastelic, Prešeren in bibliotekar Čop so mi lepe pozdrave na vse verne in dobre Slovence naročili...". Vraz je ravno v tem času omenjeni trojici obljubil sodelovanje pri časopisu Kranjska čbelica, pri čemer ga je Knupleš, ki sam sicer javno ni literarno ustvarjal, zelo podpiral in spodbujal.
Jurij Knupleš je svoje kaplansko in narodnobuditeljsko delo opravljal do svoje smrti. Iz Knupleševe rodbine je izšel tudi duhovnik Martin (Davorin) Knupleš (*1821, Sv. Jurij v Slov. Goricah), čigar sorodstvena vez z Jurijem pa ni znana in je lahko tudi zelo oddaljena. Tudi Martin Knupleš se je izšolal na mariborski gimnaziji, nato študiral bogoslovje v Avstriji in tam postal duhovnik. Delovati je pričel tudi v Mariboru, kjer se je kmalu spoprijateljil z novim škofom Slomškom in od 1860 bil vplivna oseba v novo ustanovljeni Mariborski nadškofiji. Zavzemal se je med drugim tudi za izobrazbo nižjih slojev v Mariboru, ki jim je v 50-ih letih 19. stoletja šlo precej slabo. Leta 1854 je ustanovil Katoliško društvo rokodelskih pomočnikov, ki se je zavzemalo za izučitev neizobraženih slojev. To je bil eden izmed skupnih interesov Martina Knupleša in škofa Slomška, ki je s svojim veliko večjim vplivom kot škof leta 1859 uspel narediti še večji korak in poskrbel za visoko izobrazbo s tem, ko je ustanovil teološko šolo, iz katere se je pozneje razvila današnja Univerza v Mariboru. 